# Informační bias
Informační bias je typ kognitivního biasu (neboli kognitivního zkreslení), který ovlivňuje naše myšlení a vede ke špatnému vyhodnocování informací. Jedná se o vzorec chování, který určitým způsobem vybočuje z normy racionálního úsudku. Příkladem informačního biasu je skutečnost, že věříme, že čím více informací máme k dispozici, tím přesnější a pravdivější dostaneme výsledek, ale nebereme už v potaz irelevanci některých informací. Termín informační bias je rovněž zavedeným termínem v epidemiologii.

## Experiment
Termín information bias poprvé použili v roce 1988 Baron, Beattie a Hershey na základě výsledku experimentu, který popsali ve své studii Heuristics and biases in diagnostic reasoning.
Informační bias demonstrovali na postupu při stanovování fiktivní lékařské diagnózy:
Pacient trpí jednou ze tří nemocí – H1, H2 nebo H3. Nemoc/hypotéza H1 je považována za nejpravděpodobnější možnost; bez testu bychom tedy předpokládali, že pacient trpí právě touto chorobou. Pokud pacient trpí nemocí H2, test by ukázal jednoznačně pozitivní výsledek, pokud H3, byl by jednoznačně negativní. Pokud však testovaný pacient trpí nejpravděpodobnější nemocí H1, výsledek testu by mohl vykazovat jak pozitivní, tak negativní výsledky.
Baron, Beattie a Hershey se snažili nalézt odpověď na otázku, zda v takovém případě test vůbec pomůže stanovit diagnózu a vytvořili vzorec pro zjištění toho, kdy je test nutný a kdy je naopak lepší počítat s nejpravděpodobnější diagnózou H1. Jinými slovy vytvořili pravděpodobnostní teorii užitečnosti testu. Výsledek ukázal 20% užitečnost testu – z deseti testů na pacientech byly relevantní pouze dva. Když na závěr pacienti subjektivně hodnotili užitečnost testování, ve většině se shodli, že jim všechny testy připadají relevantní. Tento jev, kdy všichni respondenti považovali testování za relevantní (ačkoliv nebylo), nazývají Baron, Beattie a Hershey jako informační bias.

## Aplikace v reálném životě
V reálném životě se setkáváme s informačním biasem či podobnými jevy poměrně často. Zjednodušeně podléháme iluzi, že více informací nám zaručí přesnější a hodnotnější výsledek, ačkoliv některé z informací nejsou pro danou problematiku nijak relevantní.
Někdy je informační bias spojen se sníženou produktivitou práce. Typickým příkladem může být například situace, kdy manažer zadá konzultantům za úkol udělat průzkum trhu, ačkoliv je možné jej získat od třetí strany za daleko nižší náklady.

## Epidemiologie
Termín informační bias se stal oficiálním termínem v lékařství. Je klasifikován jako zkreslení výsledků studie v důsledku chyb při sběru informací. Informační bias v lékařství vzniká tak, že získávané (měřené) informace o jedné či více proměnných jsou nesprávné.
Příčiny chyb v měření mohou být různé. Prvním typem chyby může být zaujatost pozorovatele, tedy tzv. observační bias – příkladem může být například fakt, že pozorovatel zkoumá pouze ty aspekty problému, u nichž jsou očekávány pozitivní výsledky. Chyba může být rovněž na straně pozorovaného či dotazovaného – v tomto případě hovoříme o tzv. responder biasu. Třetím typem je potom pochybení nástrojů měření (instrument bias).
Rozsah dopadu chyb v měření závisí na typu misklasifikace, který se v dané situaci vyskytl. Dělíme je na tzv. chyby diferenciální a non-diferenciální.

### Jak se vyvarovat informačního biasu v měření
- Stanovit přesné operační definice proměnných
- Vytvářet podrobné protokoly měření
- Provádět opakovaná měření u klíčových proměnných
- Školení, certifikace
- Audity dat
- Data cleaning
- Opětovné analýzy před zveřejněním

## Další typy biasů
Termín bias je klasifikován jako systematická chyba. V psychologii se jedná o určité tendence myšlení či myšlenkové zkratky, díky nimž může docházet k chybným úsudkům. Podstatnou součástí biasů je fakt, že si člověk neuvědomuje jejich existenci. Nejde tudíž o záměrnou chybu, ale o výsledek chybného myšlenkového procesu, při němž dotyčný z nějakého vnitřního nevědomého důvodu předpokládá (nebo naopak odmítá) nějaký výsledek a svá pozorování proto interpretuje zaujatě. Kognitivní biasy se dělí do tří velkých skupin: sociální, paměťová a rozhodující zkreslení.
Vedle informačního biasu patří mezi časté chyby například konzervativní zkreslení, pštrosí efekt, konfirmační zkreslení, stereotyp nebo zero-risk bias či naopak efekt nadměrné sebedůvěry.
[1] https://wikisofia.cz/index.php/Přehled_kognitivních_zkreslení